# Estación de Budapest-Keleti
La estación Budapest-Keleti (en húngaro: Budapest-Keleti pályaudvar) es la principal estación de tren internacional e interurbana de Budapest, Hungría. Se encuentra al final de la Avenida Rákóczi y al principio de las avenidas Kerepesi y Thököly. La terminal lleva el nombre del este ("keleti") en dirección hacia Rumania y los Balcanes.

## Historia

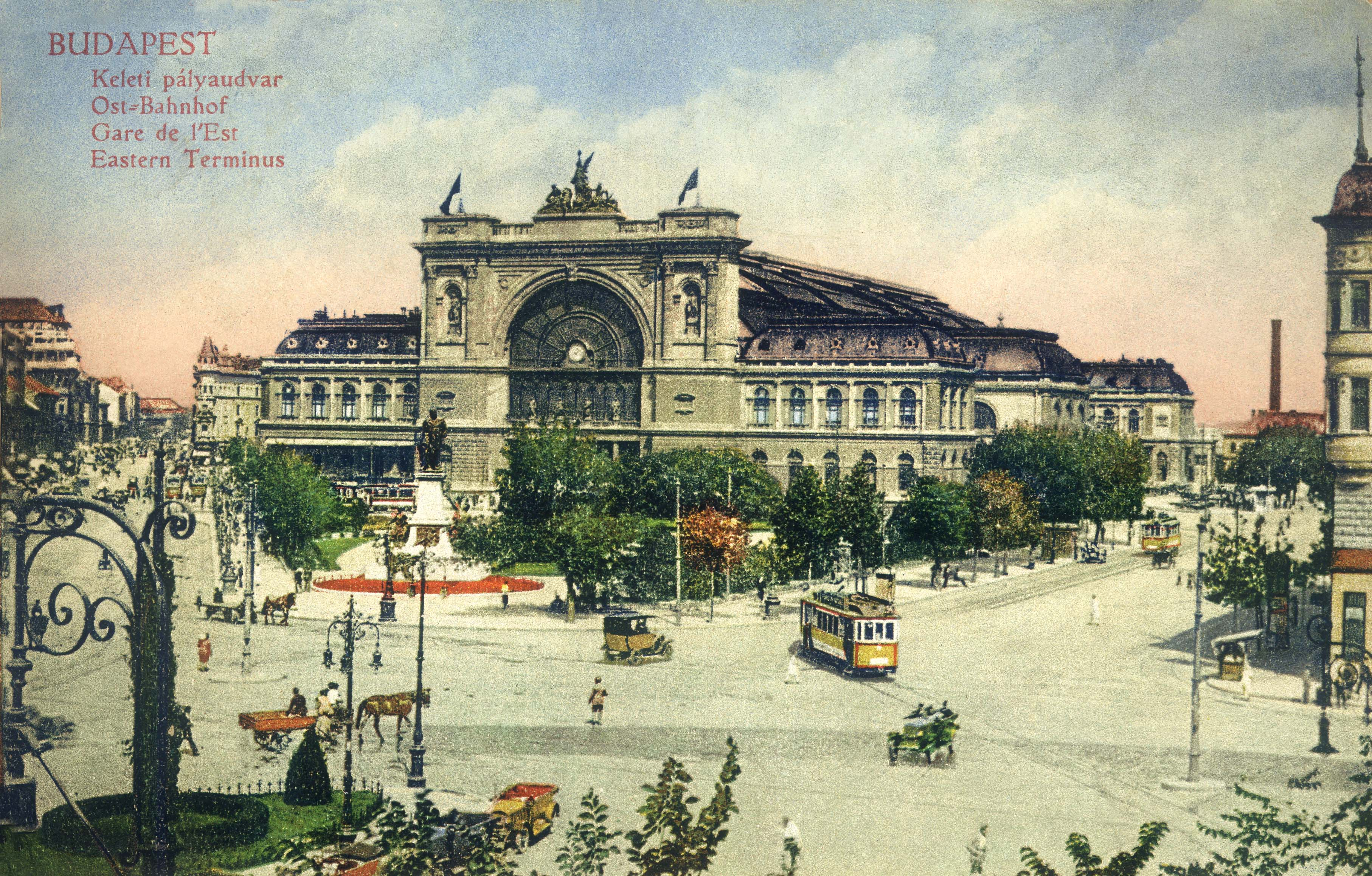
Keleti pályaudvar en 1912.

El edificio fue construido en estilo ecléctico entre 1881 y 1884 y fue una de las estaciones de trenes más modernas de Europa en aquella época. Fue proyectado por Gyula Rochlitz y János Feketeházy. La fachada principal está adornada con dos estatuas de James Watt y George Stephenson.
Keleti pályaudvar también es una estación de la M2 (Este-Oeste) de la línea del metro de Budapest. La longitud de la estación de metro es 193 metros, la longitud de la plataforma es de 180 metros y la profundidad es de 14 metros bajo tierra. A partir de 2015 será también una estación de la Línea 4 del metro Budapest. También hay un servicio de tren rápido que conecta la estación de tren con el Aeropuerto de Budapest-Ferenc Liszt, que se inició en 2009.
A principios de septiembre de 2015 hasta la estación llegó una oleada de inmigrantes provenientes de Siria y otros puntos de Oriente Próximo, dentro de la crisis migratoria de 2015 en Europa. La policía húngara cerro la estación a los inmigrantes y éstos acamparon en la plaza de enfrente, a la espera de coger un tren hacia el destino que buscaban, Alemania y Austria.

## Destinos

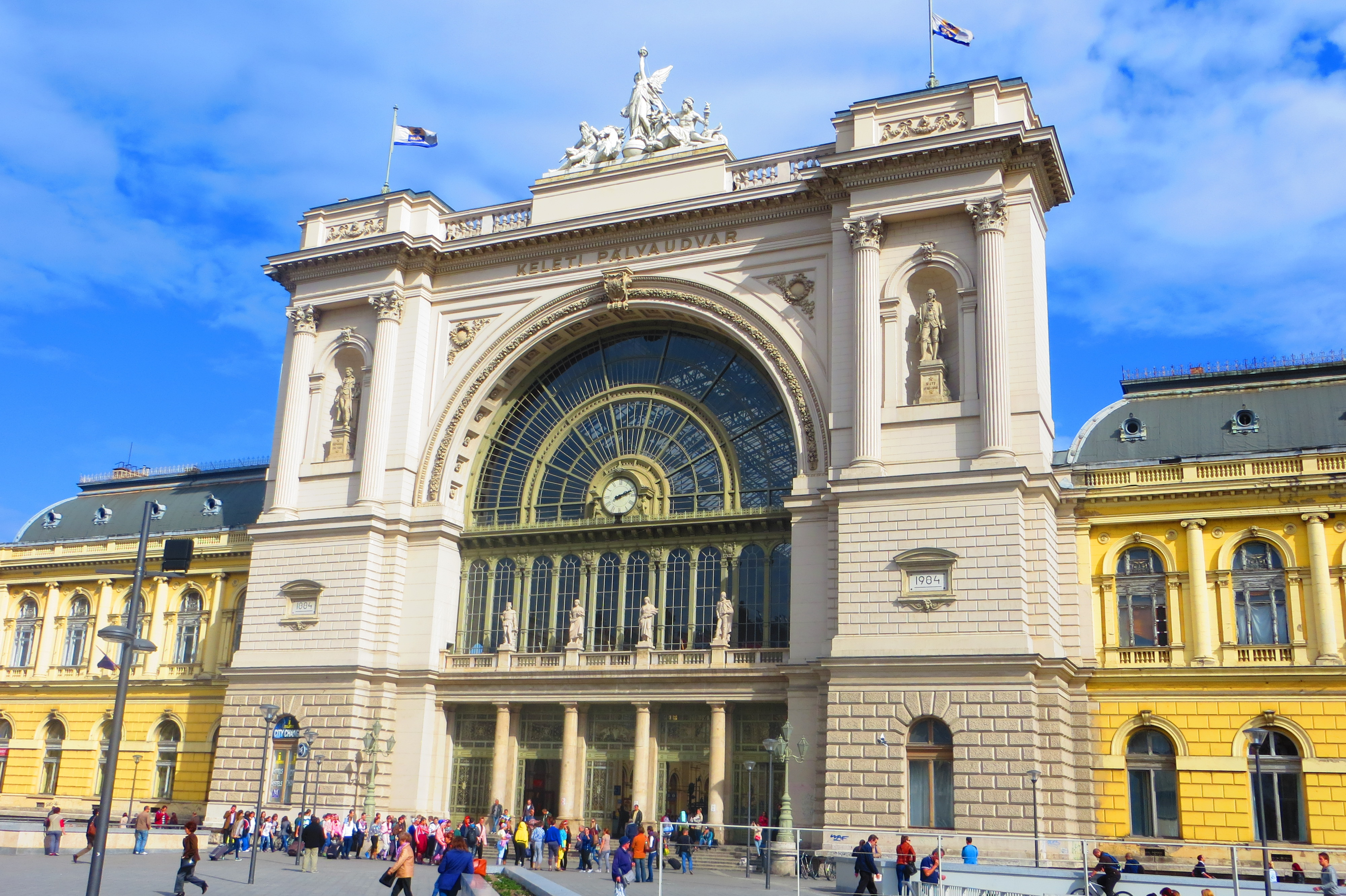
Detalle de la fachada principal.

Budapest Keleti ofrece conexiones a los destinos internacionales siguientes:
- Graz, Viena (Austria)  ÖBB  MÁV
- Sarajevo (Bosnia-Herzegovina)  Bosanski Željeznice
- Sofía (Bulgaria)  българските железници  MÁV
- Zagreb (Croacia)  Hrvatske željeznice  MÁV
- Praga (República Checa)  České dráhy  MÁV
- Berlín, Hamburgo, Múnich (Alemania)  Deutsche Bahn  MÁV
- Varsovia (Polonia)  PKP  MÁV
- Bucarest, Sibiu, Arad, Timişoara (Rumania)  CFR  MÁV
- Bryansk, Kaluga, Moscú (Rusia)  RZhD  MÁV
- Belgrado (Serbia)  Železnice Srbije  MÁV
- Bratislava, Košice (Eslovaquia)  Železnice Slovenskej republiky  MÁV  České dráhy
- Liubliana (Eslovenia)  Slovenske Železnice  MÁV
- Zürich (Suiza)  Schweizerische Bundesbahnen  MÁV
- Kiev, Leópolis (Ucrania)  українські залізниці  MÁV

## Imágenes

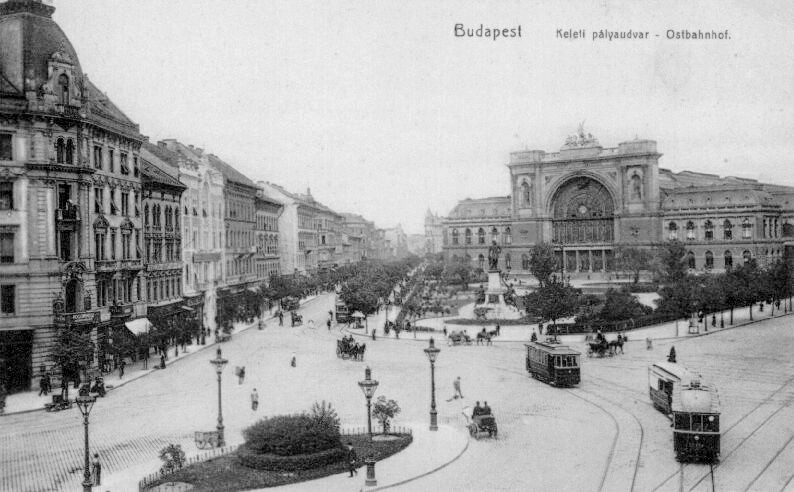
La estación alrededor del 1900
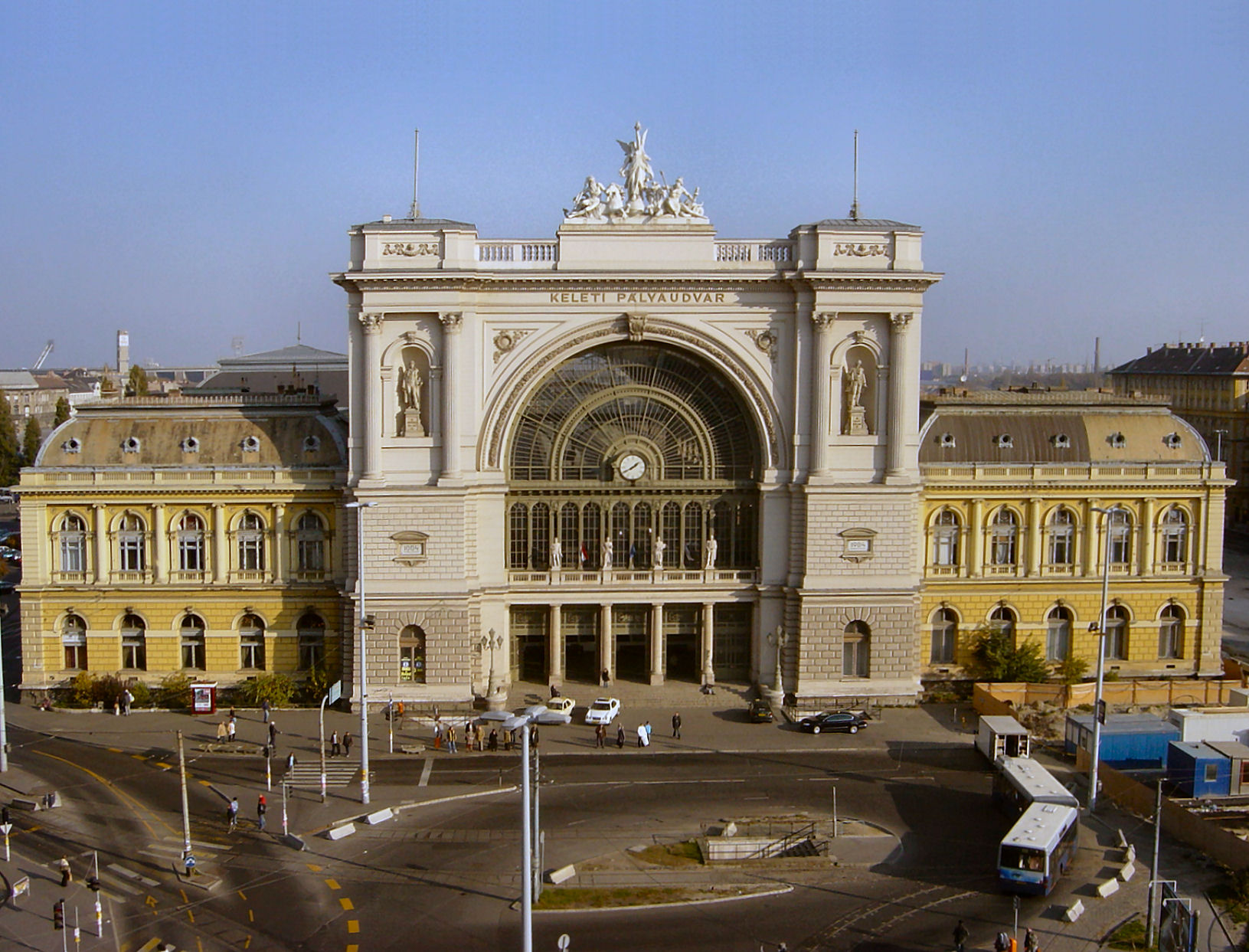
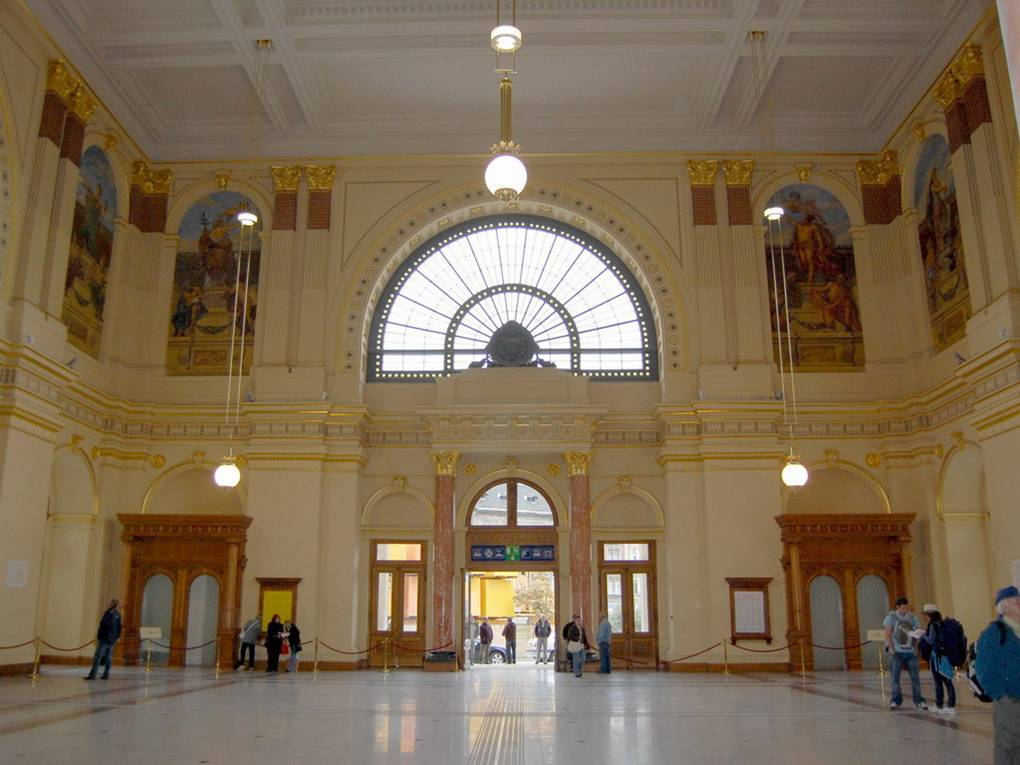
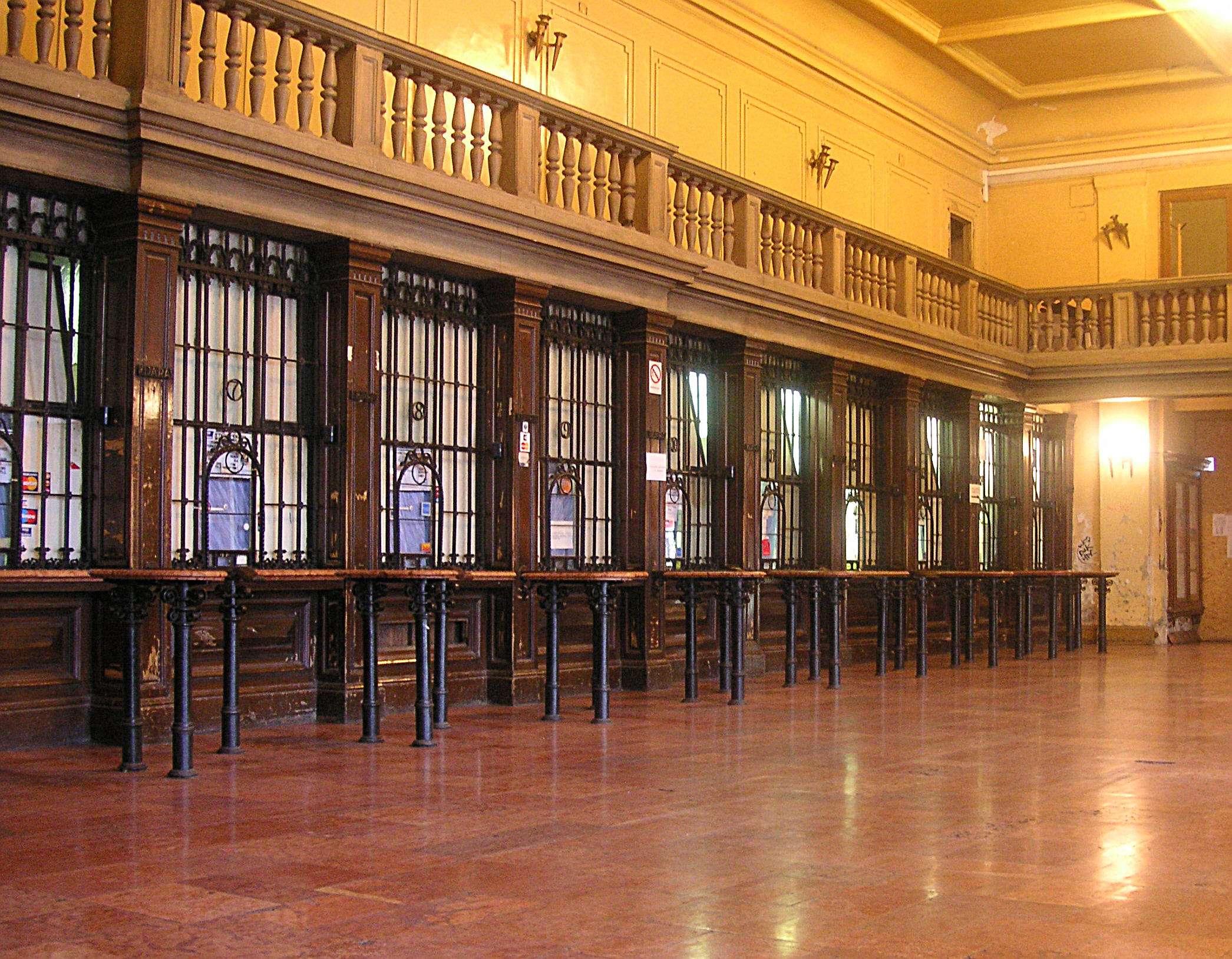
Antigua taquilla de venta de billetes
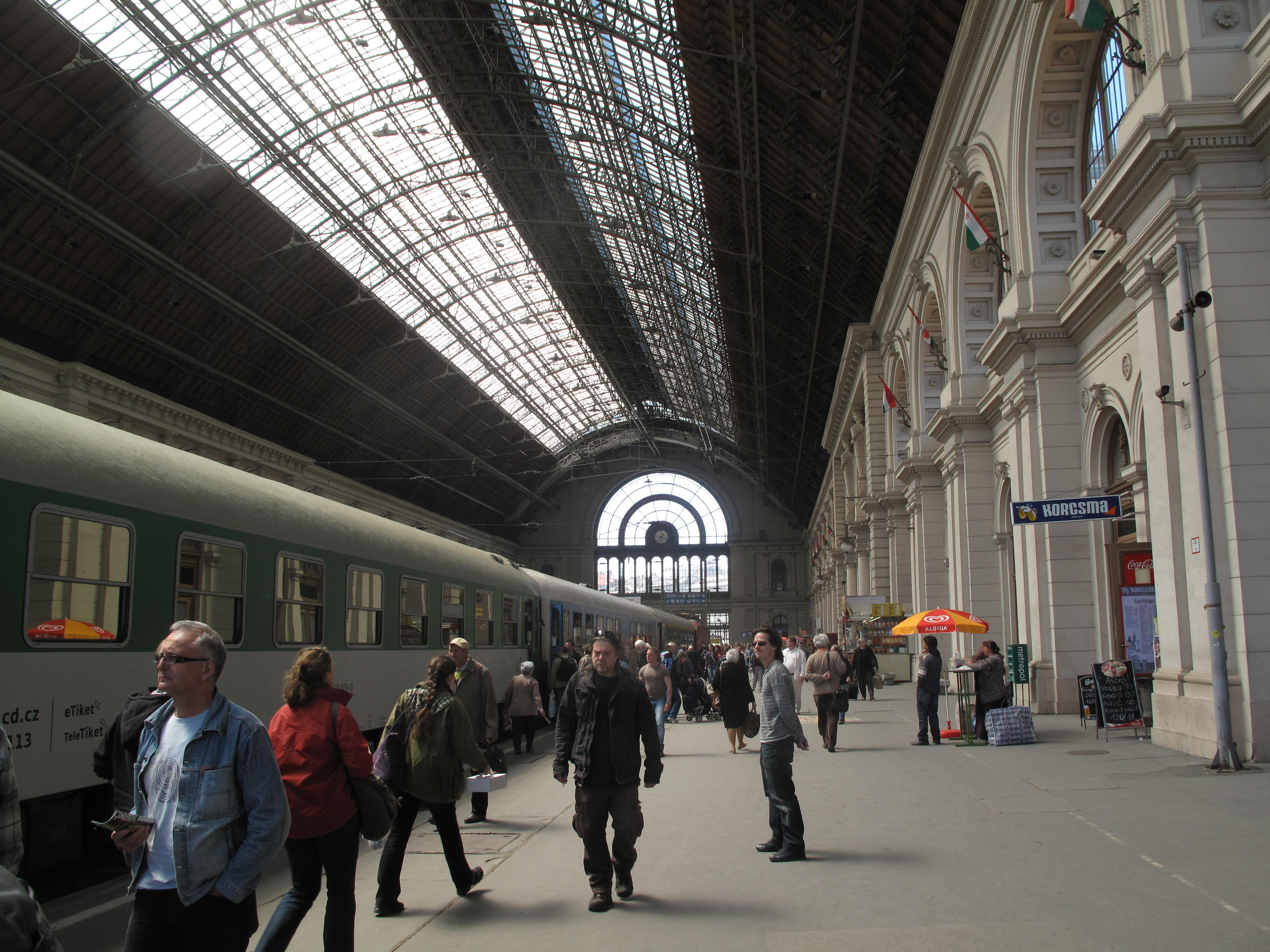
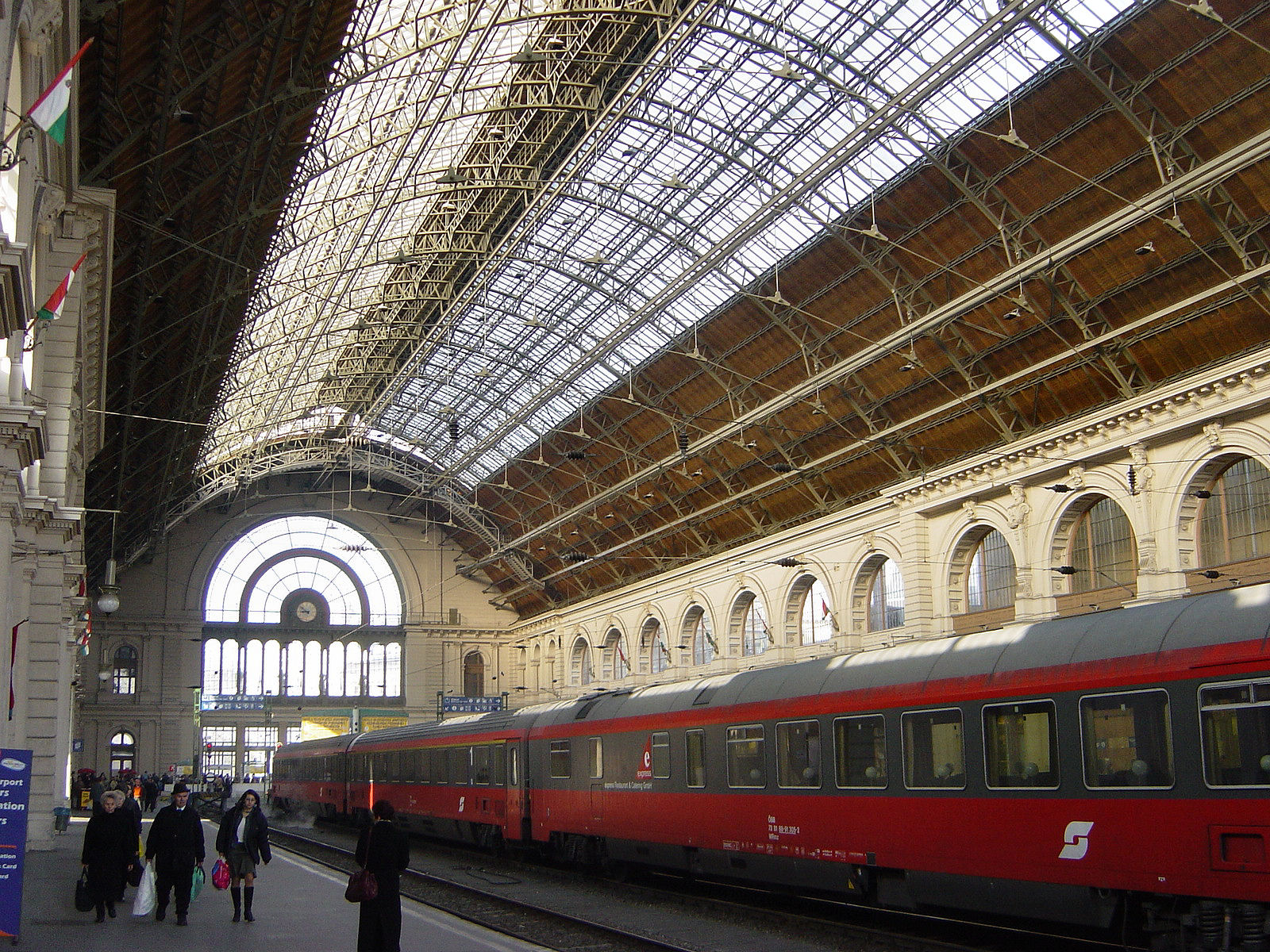
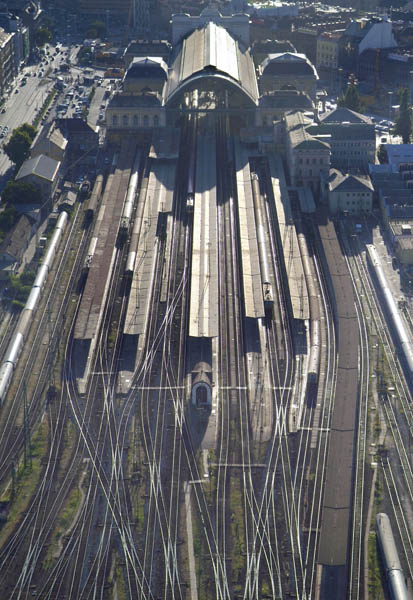
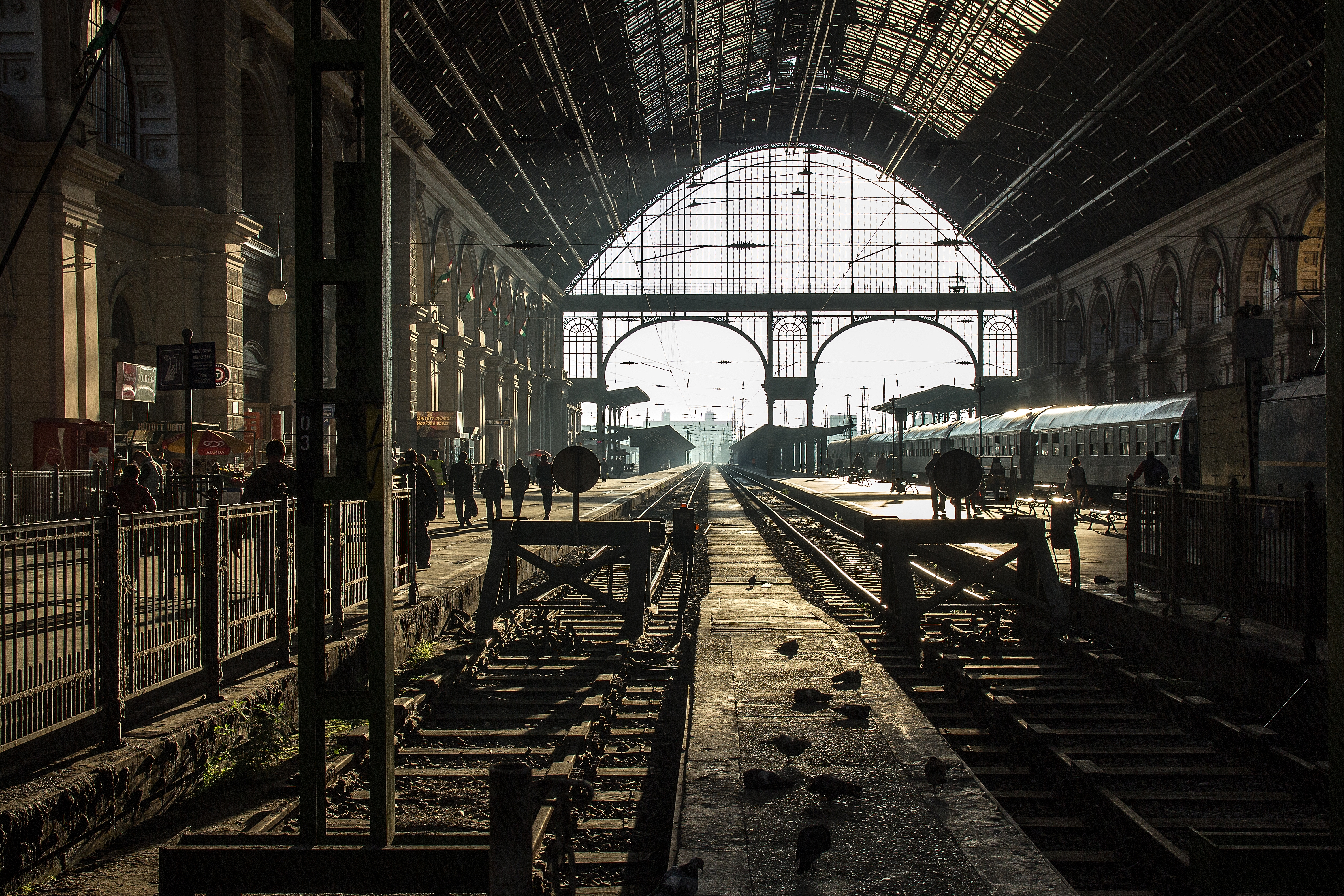